# WASP-17b
WASP-17b هو كوكب خارج المجموعة الشمسية يقع في كوكبة العقرب، ويتبع النجم WASP-17 ‏.

## الاكتشاف
اكتشف في 11 أغسطس 2009.